# 郾城之戰
郾城之战是绍兴十年（1140年）南宋與金朝之间主力軍的一次决战，史載此役宋朝岳飛所率岳家軍以少胜多，予以金军沉重打击。

## 背景
紹興十年五月完颜宗弼（兀术）大举南侵，宋亦全面迎擊。岳飛乃為西線主力，由鄂州向中原進軍。《宋史》卷365《岳飞传》记载：“十年，金人攻拱、亳，刘锜告急，命飞驰援，飞遣张宪、姚政赴之。帝赐札曰：‘设施之方，一以委卿，朕不遥度。’飞乃遣王贵、牛皋、董先、杨再兴、孟邦杰、李宝等，分布经略西京、汝、郑、颍昌、陈、曹、光、蔡诸郡；又命梁兴渡河，纠合忠义社，取河东、北州县。又遣兵东援刘锜，西援郭浩，自以其军长驱以阚中原。”
高宗命岳飛出師後，又舉棋不定，六月即命岳飛班師。但岳飛抗命不從，仍舉軍北伐。

## 戰況
完颜宗弼等分四路大军南征，岳飞軍驻郾城（今属河南），七月八日兀术率精兵一万五千余骑来攻。岳飛於戰後向朝廷描述戰況，先以背嵬、游奕兩支騎兵與長於馬戰的女真軍隊接戰，之後由步兵進行肉搏戰（即以步兵破金軍之「鐵浮圖」），戰到天黑始退。岳飛捷奏：“武胜、定国军节度使、开府仪同三司、湖北、京西路宣抚使、兼营田大使、河南、北诸路招讨使臣岳飞状奏：今月初八日，探得有番贼酋首四太子、龙虎、盖天大王、韩将军亲领马军一万五千余骑，例各鲜明衣甲，取径路，离郾城县北二十余里。寻遣发背嵬、游奕马军，自申时后，与贼战斗。将士各持麻扎刀、提刀、大斧，与贼手拽厮劈。鏖战数十合，杀死贼兵满野，不计其数。至天色昏黑，方始贼兵退，那夺到马二百余匹，委获大捷。谨录奏闻，伏候敕旨。”
完顏宗弼攻郾城失利，十四日轉攻颍昌，岳飛預測到敵人動向，命岳雲率背嵬騎兵隊赴援，助王貴於颍昌大捷，史稱潁昌之戰。兀朮的拐子马全軍覆沒。
岳家軍收復鄭州、洛陽，兵臨朱仙鎮（今河南开封南20公里），漢人稱是“郾城大捷”，岳飞高喊“直抵黄龙府，与诸君痛饮。”，此役據岳飛之戰果報告係奪得戰馬二百多匹，殺敵不計其數。
高宗聞訊大喜曰：“若虏势穷蹙，便当乘机殄灭，如奸谋诡计尚有包藏，谅卿亦能料敌，有以应之”。岳飞军至朱仙镇和兀术军对垒，“奋力大破之”，兀术退至开封。郾城之战後金军有“撼山易，撼岳家军难”之哀叹。

## 後續
宋高宗高度肯定郾城之捷，並犒賞將士：“敕岳飞：自羯胡入寇，今十五年。我师临阵何啻百万，曾未闻远以孤军，当兹巨孽，抗犬羊并集之众，于平原旷野之中，如今日之用命者也。盖卿忠义贯于神明，威惠孚于士卒；暨尔在行之旅，咸怀克敌之心，陷阵摧坚，计不反顾。鏖斗屡合，丑类败奔。念兹锋镝之交，重有伤夷之苦。俾尔至此，时予之辜！惟虏势之已穷，而吾军之方振，尚效功名之志，亟闻殄灭之期。载想忠勤，弥深嘉叹。降关子钱二十万贯，犒赏战士。故兹奖谕，想宜知悉。”
宋高宗不願岳家軍繼續進軍前往汴京，一日內連發十二道金牌召回駐軍於朱仙鎮之岳飛，但后世史学家考证说法不实。其時，淮南東路之張俊軍已撤退，岳飛於孤立無援下忍痛退軍。退兵前，岳飛長嘆：“十年之功，毀於一旦！所得州郡，一朝全休。社稷江山，難以中興！乾坤世界，無由再復！”

## 評價
- 马端临言：“张、韩、刘、岳之徒，……究其勋庸，亦多是削平内难，抚定东南耳；一遇女真，非败即遁；纵有小胜，不能补过。”
- 吕思勉在《白话本国史》里讲：“这一次的用兵，宋朝似乎是胜利的。然而顺昌、郾城，宗弼是以轻敌致败，在整顿前来，就不得而知了。陕西不过是相持的局面，并无胜利可言。持久下去，在宋朝总是不利，这是通观前后，很可明白的。”
- 近人鄧廣銘考证朱仙镇大捷根本不存在，當時岳飞的粮草被金军截断，又無後援，班師是不得已的決定。[12]
- 鄧廣銘在《岳飛傳》中第十五章引用當時南宋朝廷致岳飛嘉獎詔指出：“岳家军在郾城之战役中的胜利，确实是得之非易的。如果再与张俊、王德在淮南东路的撤退军队联系起来看，就更可想象到岳家军在这次战役中的坚苦卓绝的战斗精神了。”
- 王曾瑜《岳飛與南宋前期政治與軍事研究》第九章第三節則說：“郾城與潁昌大戰是在潤六月後的七月，又是在平原地區進行，最有利於發揮女真騎兵馳突的長技，岳家軍以寡擊眾而取勝，就更為不易。”
- 王曾瑜《岳飛與南宋前期政治與軍事研究》第九章第五節“朱仙鎮之戰考辯”中引《朱子語類》卷136（以及捷奏等）推論指出“岳家軍大概是從臨潁和潁昌兩地，分別“向汴都”進軍。故殺到朱仙鎮，擊破金軍，仍有相當的可能性。”
- 岳飞在撤退时，有一說劉錡曾以牽制加以協助[13]，然而亦有考據指出此段記載有明顯錯誤[14]。